# بادي ماكنير
بادي ماكنير (بالإنجليزية: Paddy McNair)‏ (مواليد 27 أبريل 1995) هو لاعب كرة قدم. يلعب مع منتخب أيرلندا الشمالية لكرة القدم. سبق له أن لعب في بطولة أمم أوروبا لكرة القدم 2016 مع منتخب بلاده.

## روابط خارجية
- بادي ماكنير على موقع الاتحاد الدولي (مؤرشف)  (الإنجليزية)
- بادي ماكنير على موقع الاتحاد الأوربي (الإنجليزية)
- بادي ماكنير على موقع الدوري الأمريكي (الإنجليزية)
- بادي ماكنير على موقع قاعدة بيانات كرة القدم.إي يو (الإنجليزية)
- بادي ماكنير على موقع بيانات كرة القدم. دي إي (الألمانية)
- بادي ماكنير على موقع ناشيونال فوتبول تيمز (الإنجليزية)
- بادي ماكنير على موقع Soccerbase.com (لاعب) (الإنجليزية)
- بادي ماكنير على موقع Soccerway.com (الإنجليزية)
- بادي ماكنير على موقع عالم كرة القدم.نت (الإنجليزية)
- بادي ماكنير على موقع كووورة